# Cabane à sucre

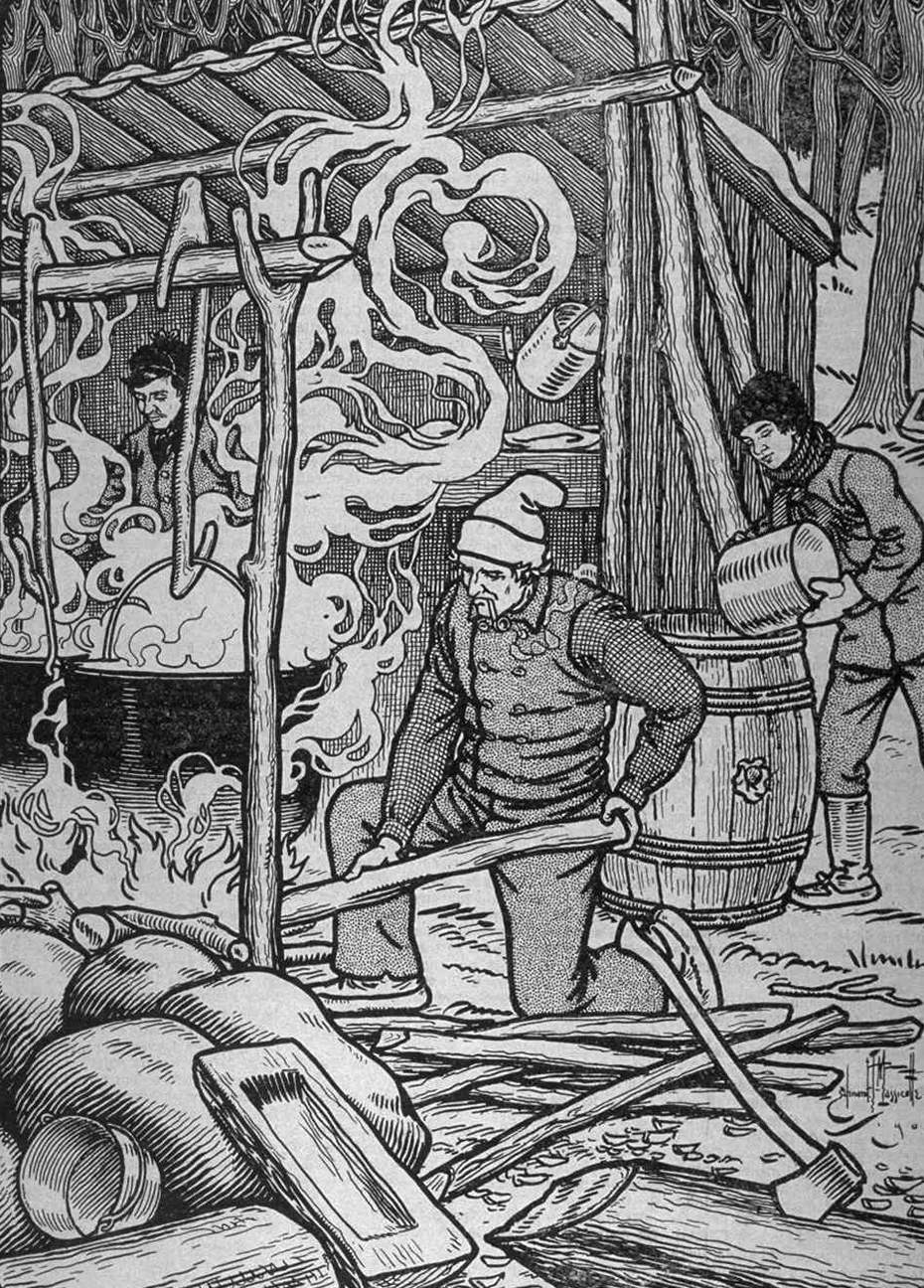
gravure Les sucres door Edmond-Joseph Massicotte (1875-1929)

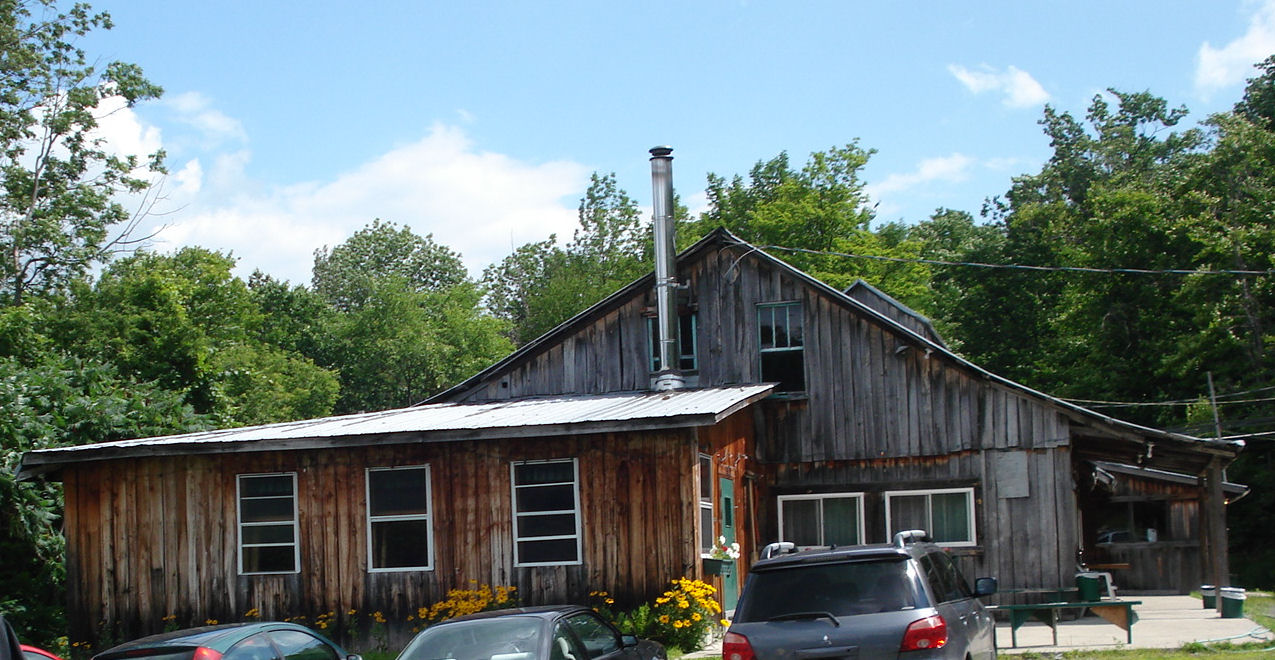
Een moderne cabane à sucre

Een cabane à sucre, sucrerie, sugar house, sap house, sugar shack, sugar shanty of suikerhuis is van oorsprong een schuur waar het sap van de suikeresdoorn wordt ingekookt tot esdoornsiroop. Een cabane à sucre ligt meestal in de nabijheid van een esdoornbos, waar het sap verzameld wordt.
Veel families in de Canadese provincie Quebec hebben een eigen cabane à sucre. Daarnaast bestaan er commerciële "cabanes à sucre": schuren die zijn uitgegroeid tot toeristische attracties waar de siroop en verwante producten worden verkocht en eten wordt geserveerd.
Een commerciële cabane à sucre heeft meestal een winkel en een restaurant, en organiseert activiteiten zoals sleerijden en esdoorntoffee op sneeuw. De restaurants van de cabanes à sucre serveren folkloristische maaltijden waarin witte bonen, ham, spek, bacon, worst, pannenkoek, poffertjes en esdoornsiroop een grote rol spelen. Er worden folklorische liedjes gezongen vergezeld met traditionele muziek om er een gezellige stemming aan te geven. Vaak is er ook een dansvloer. Een uitje naar een cabane à sucre vindt meestal aan het eind van de winter plaats, de tijd dat ook de oogst van het esdoornsap plaatsvindt.
Cabanes à sucre vindt men vooral in Quebec, waar 71% van de wereldproductie van esdoornsiroop vandaan komt, en in mindere mate in de rest van Canada en in het noordoosten van de Verenigde Staten.